# Miguel Hidalgo y Costilla (Candelaria)
Miguel Hidalgo y Costilla es una localidad del estado mexicano de Campeche. Es parte del municipio de Candelaria.

## Toponimia
El nombre de la localidad rinde homenaje a Miguel Hidalgo y Costilla, héroe de la Independencia de México y considerado Padre de la patria.

## Demografía
| Gráfica de evolución demográfica |
|                                  |

| Censo | Población |
| ----- | --------- |
| 1970  | 717       |
| 1980  | 1 051     |
| 1990  | 1 187     |
| 2000  | 997       |
| 2010  | 938       |
| 2020  | 1 053     |